# Amblyscarta circumducta
Amblyscarta circumducta är en insektsart som beskrevs av Victor Antoine Signoret 1854. Amblyscarta circumducta ingår i släktet Amblyscarta och familjen dvärgstritar. Inga underarter finns listade i Catalogue of Life.